# Embalse de Horno-Tejero
Embalse de Horno-Tejero este o arie protejată (arie de protecție specială avifaunistică — SPA) din Spania întinsă pe o suprafață de 329,65 ha, integral pe uscat.

## Localizare
Centrul sitului Embalse de Horno-Tejero este situat la coordonatele 39°09′56″N 6°25′51″W / 39.165556°N 6.430833°V.

## Înființare
Situl Embalse de Horno-Tejero a fost declarat arie de protecție specială avifaunistică în decembrie 2004 pentru a proteja 27 de specii de animale.

## Biodiversitate
Situată în ecoregiunea mediteraneană, aria protejată conține 3 habitate naturale: Dehesas cu Quercus spp. perene, Tufărișuri termo-mediteraneene și de pre-deșert, Păduri de Quercus suber.
La baza desemnării sitului se află mai multe specii protejate:
- păsări (24): vulturul negru (Aegypius monachus), pescăruș albastru (Alcedo atthis), rață sulițar (Anas acuta), rață lingurar (Anas clypeata), rață pitică (Anas crecca), rață mare (Anas platyrhynchos), rață pestriță (Anas strepera), gâscă cenușie (Anser anser), Aquila adalberti, stârc cenușiu (Ardea cinerea), rață-cu-cap-castaniu (Aythya ferina), rața moțată (Aythya fuligula), Bubulcus ibis, barză albă (Ciconia ciconia), egretă mică (Egretta garzetta), lișiță (Fulica atra), vulturul pleșuv sur (Gyps fulvus), pescăruș negricios (Larus fuscus), pescăruș râzător (Larus ridibundus), cormoran mare (Phalacrocorax carbo), corcodel mare (Podiceps cristatus), corcodel-cu-gât-negru (Podiceps nigricollis), corcodel mic (Tachybaptus ruficollis), fluierar cu picioare verzi (Tringa nebularia)
- mamifere (1): vidră de râu (Lutra lutra)
- pești (1): Luciobarbus comizo
- reptile (1): Mauremys leprosa

Pe lângă speciile protejate, pe teritoriul sitului au mai fost identificate 3 specii de păsări, 2 specii de amfibieni, 1 specie de mamifere, 2 specii de nevertebrate, 5 specii de pești, 3 specii de reptile.